# پرنده‌ماهی‌های پرستویی
پرنده‌ماهی‌های پرستویی (نام علمی: Prognichthys) نام یک سرده از تیره پرنده‌ماهیان است.